# Archidiecezja Bosry i Hauran
Archidiecezja Bosry i Hauran (łac. Archidioecesis Bostrenus et Auranensis) – archidiecezja Kościoła melchickiego w południowej Syrii, podległa bezpośrednio melchickiemu patriarsze Antiochii. Została ustanowiona w 1687 roku, obecną nazwę nosi od 1881. Siedzibą arcybiskupa jest miasto Chabab.

## Główne świątynie
- Archikatedra: Sobór archikatedralny Zaśnięcia Najświętszej Maryi Panny w Chababie

## Biskupi
- Cyrille Siage (1763–1794)
- Lazare Fasfous BS (1836–1858)
- Macaire Akkawi (1859–1870)
- Basilio Haggiar BS (1871–1886)
- Nicolas Cadi (1889–1939)
- Pierre Chami SMSP (1943–1967)
- Nicolas Naaman SMSP (1967–1982)
- Boulos Nassif Borkhoche SMSP (1983–2011)
- Nicolas Antiba BA (2013–2018)
- Elias Al-Debei (od 2018)